# Arrest Chaussures Bally

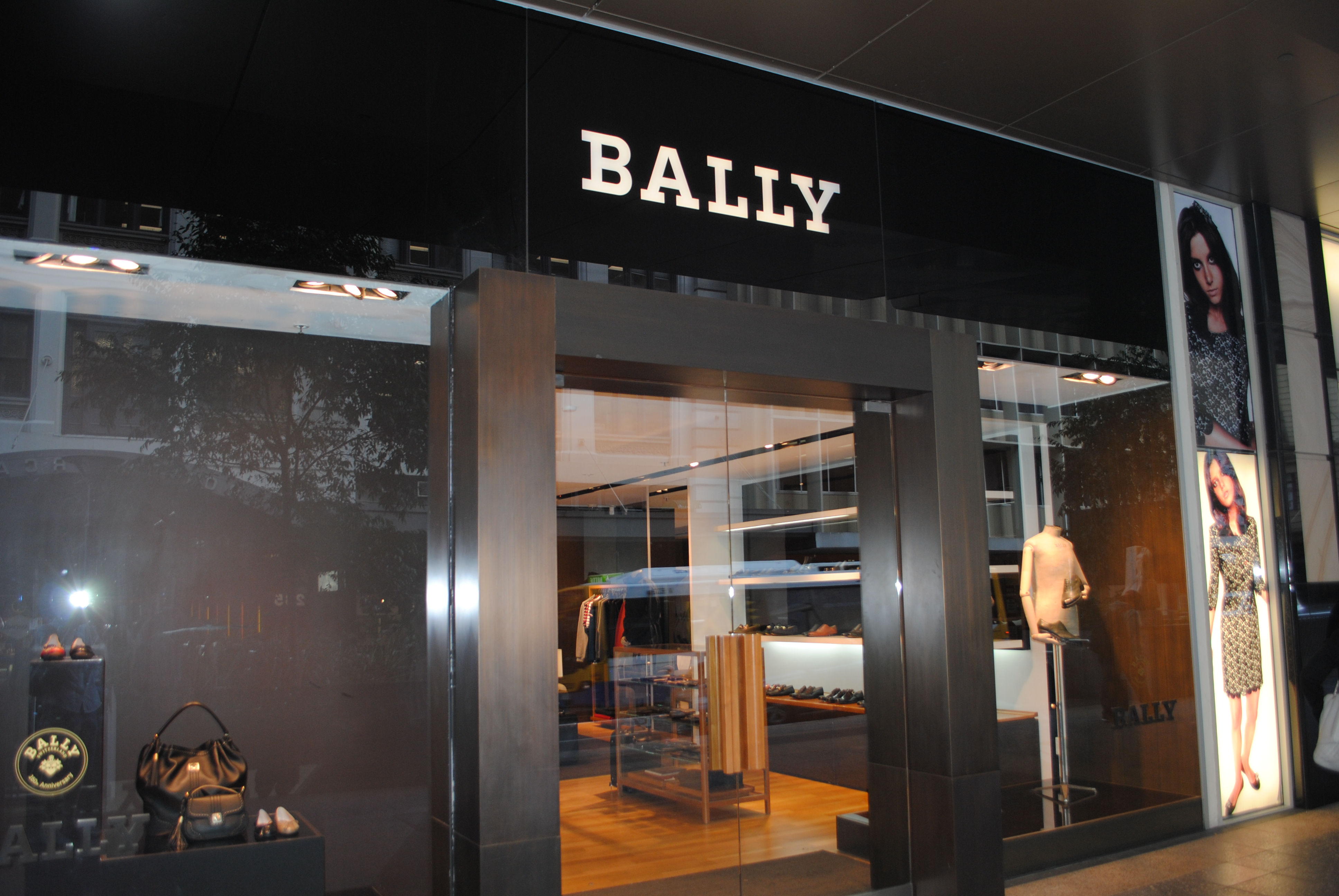
Bally winkel

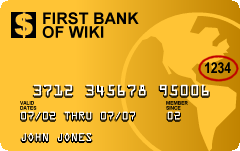
Creditcard

Het arrest Chaussures Bally / België is een uitspraak van het Europees Hof van Justitie van 25 mei 1993 (zaak C-18/92),
inzake de maatstaf van de btw-heffing bij betaling met een creditcard, in verband met de commissie die dan wordt ingehouden.

## Zesde btw-richtlijn
Richtlijn 77/388/EEG van de Raad van 17 mei 1977 betreffende de harmonisatie van de wetgevingen der Lid-Staten inzake omzetbelasting – Gemeenschappelijk stelsel van belasting over de toegevoegde waarde: uniforme grondslag (PB 1977, L 145, blz. 1)

## Casus en procesverloop
3. Uit de verwijzingsbeschikking blijkt, dat de klanten van Bally, die schoenen verkoopt voorzien van het merk van dezelfde naam, de prijs van hun aankopen hetzij contant, hetzij met een cheque dan wel door middel van een kredietkaart betalen. Voor het laatste geval is Bally met diverse instellingen die kredietkaarten uitgeven, in overeenkomsten getreden die bepalen, dat wanneer een klant-kaarthouder een goed koopt onder gebruikmaking van genoemde kaart, de emittent van de kaart aan de leverancier van het goed de prijs van dit goed vergoedt, na op de betalingen een commissie, in de regel in de orde van grootte van 5%, te hebben ingehouden.
4. Bally, die onderworpen is aan de BTW volgens artikel 4 van het Belgische BTW-Wetboek, twijfelde over de vraag of zij belastingplichtig was over het nettobedrag dat zij van de emittenten van kredietkaarten ontvangt, na aftrek van de door deze ingehouden commissie, of over het brutobedrag, te weten de prijs van het goed vóór aftrek van bedoelde commissie.
Nochtans heeft Bally steeds de BTW voldaan over het nettobedrag tot het jaar 1988, toen na een fiscale controle met betrekking tot de voorafgaande jaren en teruggaande tot 1984, de controleur van de speciale belastinginspectie, na te zijn overgegaan tot een correctie voor de jaren 1984 tot 1987, besliste, dat "de commissies niet mogen worden afgetrokken van de prijs voor de berekening van de belastinggrondslag", en van Bally een aanvullende som van 2 206 000 BFR vorderde uit hoofde van de BTW, vermeerderd met fiscale boeten en renten.
5. Nadat zij dit bedrag onder voorbehoud van recht had voldaan en met ingang van het jaar 1989 de BTW was gaan betalen over het brutobedrag, heeft Bally beroep ingesteld bij de Rechtbank van eerste aanleg te Brussel, de teruggave vorderende van alle, naar haar mening, op onwettige wijze in het kader van de BTW-heffing geïnde bedragen, vermeerderd met wettelijke renten alsook schadevergoeding.

Deze rechter heeft het Hof verzocht om een prejudiciële beslissing.

9. Uit het aan het Hof toegezonden dossier blijkt, dat wanneer de koper de prijs van het goed door middel van een kredietkaart betaalt, er sprake is van twee transacties: enerzijds de verkoop van het goed door de leverancier, die in de gevorderde totale prijs ook de BTW berekent die door de koper als eindverbruiker moet worden betaald en die door de leverancier voor rekening van de fiscus wordt geïnd, en anderzijds de dienstverrichting ten behoeve van de leverancier door de emittent van de kaart. Deze dienstverrichting betreft de garantie van betaling van het goed dat door middel van de kaart is gekocht, de bevordering van de zaken van de leverancier door de mogelijkheid een nieuwe cliëntèle aan te trekken, de eventuele publiciteit ten behoeve van de leverancier of enig ander onderwerp.
10. Uit het dossier blijkt eveneens, dat de tweede hierboven genoemde transactie in België vrijgesteld is van BTW, in overeenstemming met artikel 13, deel B, sub d), van de Zesde richtlijn, dat de Lid-Staten toestaat vrijstelling van BTW te verlenen voor, onder meer, bepaalde handelingen met betrekking tot de verlening van c.q. de bemiddeling bij kredieten, het beheer van kredieten door degene die deze heeft verleend, het bemiddelen bij en het aangaan van borgtochten en andere zekerheids- en garantieverbintenissen.

## Rechtsvraag
Moet bij een creditcard-betaling de af te dragen btw worden berekend over het brutobedrag (inclusief commissie) of over het nettobedrag (exclusief commissie)?

## Uitspraak Hof
De verkoper dient btw af te dragen over de volle 100% van de verkoopprijs.

18. Mitsdien moet op de eerste vraag worden geantwoord, dat artikel 11, deel A, lid 1, sub a van de Zesde richtlijn aldus moet worden uitgelegd, dat wanneer in het kader van een verkooptransactie de prijs van het goed door de koper door middel van een kredietkaart wordt betaald en door de emittent van de kaart aan de leverancier wordt overgemaakt, onder inhouding van een percentage als commissie ter beloning van een dienstverrichting door die emittent ten behoeve van de leverancier van het goed, die inhouding moet worden opgenomen in de maatstaf van heffing van de belasting die de belastingplichtige leverancier aan de fiscus moet afdragen.

## Tot besluit
Het maakt verschil als de creditcard-maatschappij, anders dan in België, geen btw-vrijstelling heeft voor de ontvangen commissies.